# Torralba de los Frailes
Torralba de los Frailes es un municipio y localidad española de la provincia de Zaragoza, en la comunidad autónoma de Aragón. El término municipal, ubicado en la comarca del Campo de Daroca, tiene una población de población 68 habitantes (INE 2024).

## Historia
A mediados del siglo XIX, el lugar contaba con una población censada de 245 habitantes. La localidad aparece descrita en el decimoquinto volumen del Diccionario geográfico-estadístico-histórico de España y sus posesiones de Ultramar de Pascual Madoz de la siguiente manera:

TORRALBA DE LOS FRAILES: v. con ayunt. de la prov., aud. terr. y dióc. de Zaragoza (18 leg.), c. g. de Aragon, part. jud. de Daroca (4). sit. en una altura al estremo SO. de la prov.: la baten todos los vientos; su clima es frio y afecto á las catarrales y tercianas. Tiene 85 casas inclusas la de ayunt. y cárcel; escuela de niños á la que concurren 30, dotada con 1,100 rs.; igl. parr. (Ntra. Sra. de la Blanca) servida por un cura de entrada y provision del cabildo del Sepulcro de Calatayud; 2 ermitas dedicadas á la Virgen de Belén y San Juan sit. á corta dist. de la pobl., y un cementerio junto á la igl. Los vec. se surten para sus usos de un pozo de aguas delgadas y dulces. Confina el térm. por N. con Aldehuela y Cubel; E. Used; S. Cuerlas, y O. Tortuera y Embid; su estension es de una leg. de N. á S. y 2 de E. a O: comprende al O. un monte con muchas encinas, y algunas canteras de cal y yeso. El terreno es de guijo y secano, bañado por el r. La-Hoz que corre de SO. á N. y se reune con el r. Piedra. caminos: el de Castilla á Aragon de herradura en mal estado. El correo se recibe de Daroca por balijero.  prod.: trigo, centeno, cebada, avena y algunas legumbres; mantiene ganado lanar; hay caza de venados, liebres y perdices, y pesca de barbos. ind.: la agrícola, un molino harinero y una tienda abacería. pobl.: 52 vec., 245 alm. cap. prod.: 810,820 rs. imp.: 48,600. contr. 10,361.
(Madoz, 1849, p. 60)

## Demografía
Torralba de los Frailes cuenta con una población de 68 habitantes (INE 2024).
| Gráfica de evolución demográfica de Torralba de los Frailes entre 1842 y 2021                                       |
| |
| Población de derecho según los censos de población del INE Población de hecho según los censos de población del INE |

## Administración y política
| Período   | Alcalde                   | Partido |  |
| --------- | ------------------------- | ------- |  |
| 1979-1983 | Juan José Aranda Martínez | UCD     |  |
| 1983-1987 |                           |         |  |
| 1987-1991 |                           |         |  |
| 1991-1995 |                           |         |  |
| 1995-1999 |                           |         |  |
| 1999-2003 |                           |         |  |
| 2003-2007 |                           |         |  |
| 2007-2011 |                           |         |  |
| 2011-2015 |                           |         |  |
| 2015-2019 | José Carlos Gálvez Barra  | PSOE    |  |

| Partido político    | Partido político                                   | 2003   | 2007   | 2011   | 2015   |
| Partido político    | Partido político                                   | Ediles | Ediles | Ediles | Ediles |
|                     | Partido de los Socialistas de Aragón (PSOE-Aragón) | 2      | 2      | 2      | 1      |
|                     | Partido Popular de Aragón (PP)                     | 2      | 2      | 1      | 1      |
|                     | Partido Aragonés (PAR)                             | 1      | 1      | —      | 1      |
|                     | Chunta Aragonesista (CHA)                          | —      | —      | —      | —      |
|                     | Izquierda Unida (IU)                               | —      | —      | —      | —      |
| Total de concejales | Total de concejales                                | 5      | 5      | 3      | 3      |

## Patrimonio

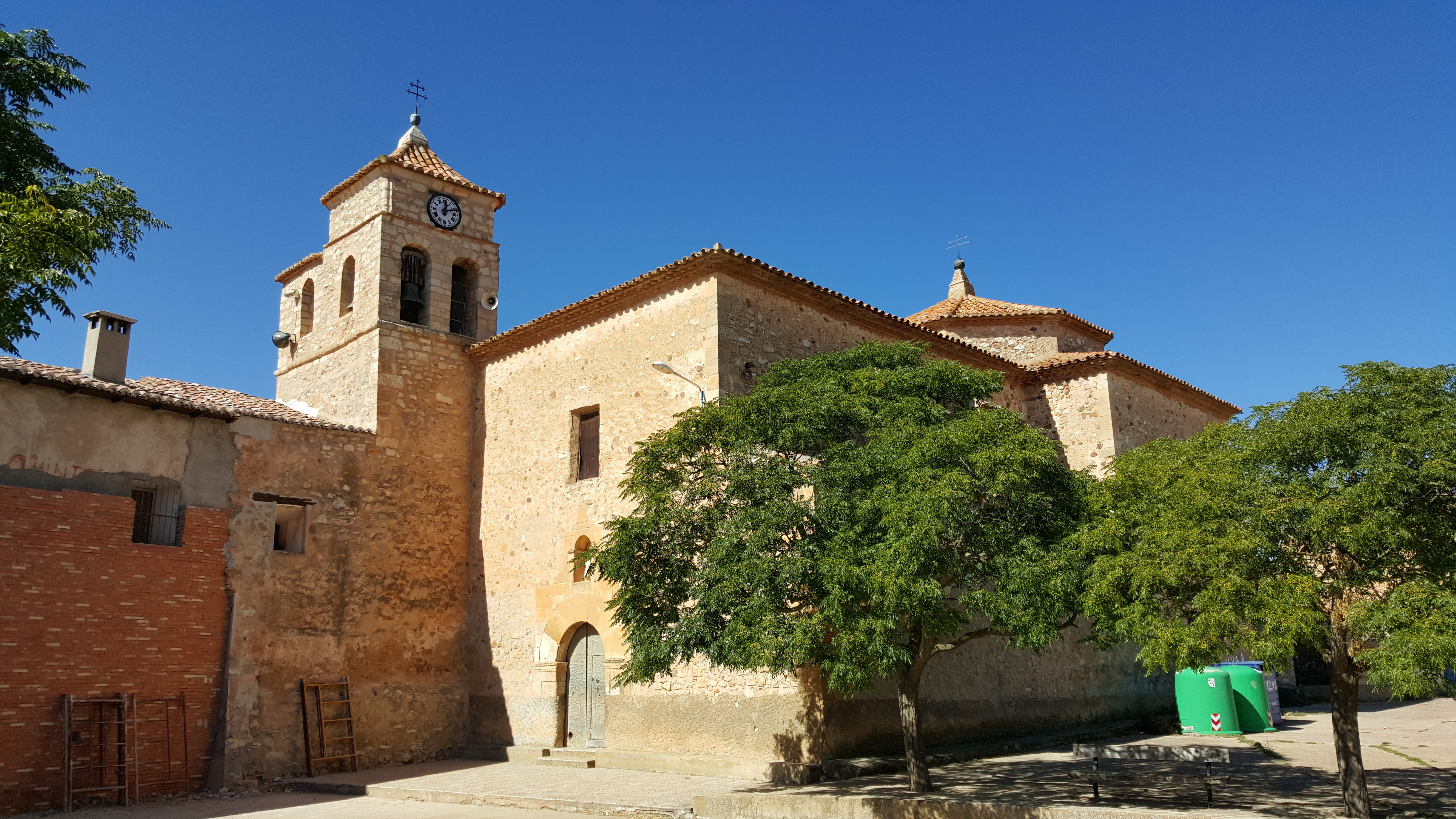
Iglesia de Nuestra Señora de la Blanca

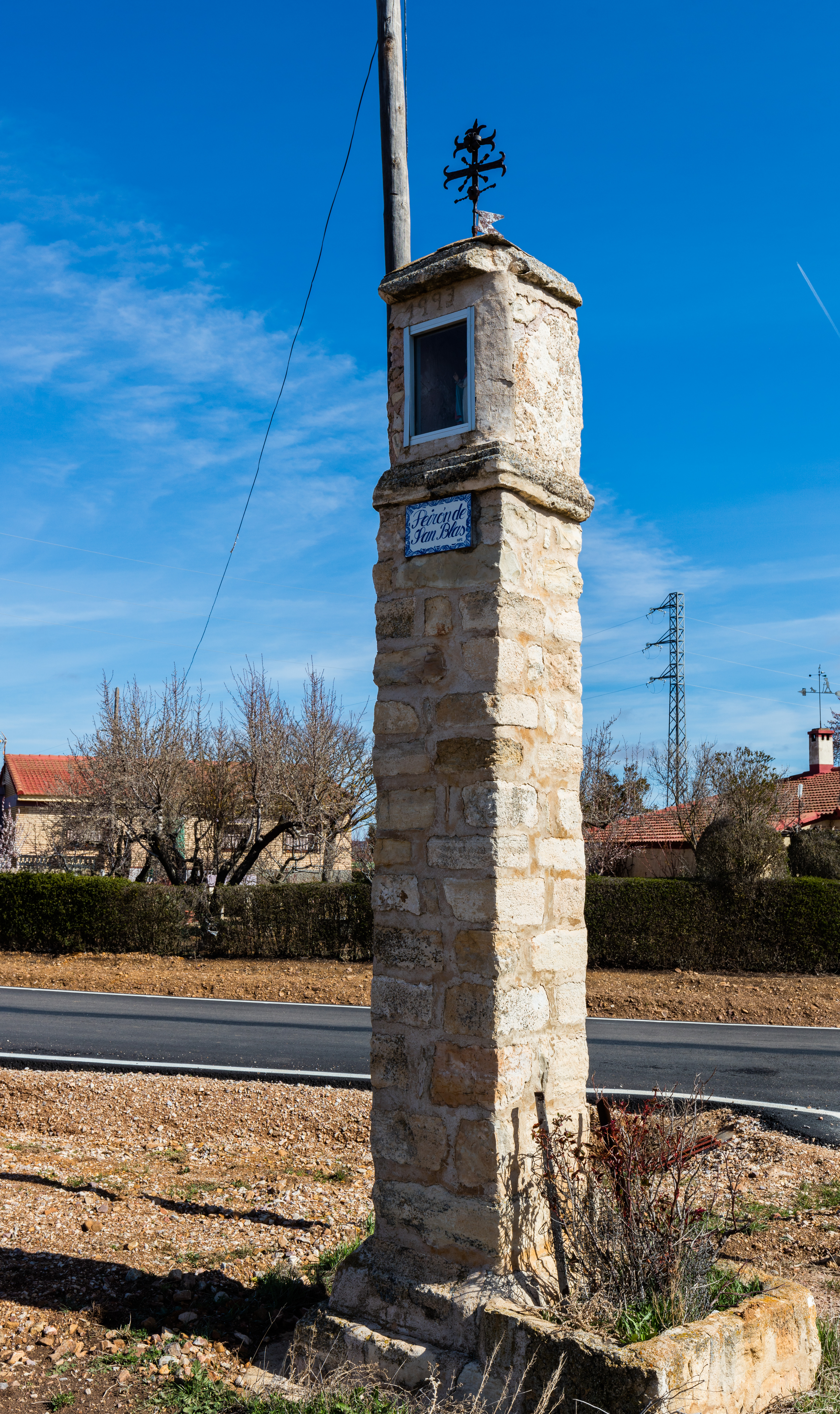
Peirón de San Blas

- Castillo de Torralba de los Frailes
- Iglesia de Nuestra Señora de la Blanca[3]